# 奧克利傑季
48°0′46″N 23°3′43″E / 48.01278°N 23.06194°E
奧克利傑季（烏克蘭語：Оклі Гедь），是烏克蘭西部的村莊，隸屬外喀爾巴阡州的貝雷霍韋區。該村面積32.35平方公里，海拔高度175米，2001年人口611，人口密度每平方公里18.88人。